# Dassault Mystère IV
El Dassault MD.454 Mystère IV va ser un caça bombarder francès a reacció de la dècada dels cinquanta del segle xx. Es pot visitar al Museu de l'Aire i de l'Espai.

## Variants
Mystere IV
Prototip propulsat per un motor Rolls-Royce Tay 250
Mystere IVA
Model de caça bombarder de producció, amb un total de 421 construïts. Els primers 50 propulsats amb el Rolls-Royce Tay 250 i els 371 restants amb el Hispano-Suiza Verdon (una variant francesa del motor inicial).
Mystere IVB
Prototips millorats amb millors motors, postcremador i visor d'arma guiat per radar. Després de fabricar 6 models de pre-producció el projecte es va abandonar en favor del nou disseny Super Mystère.

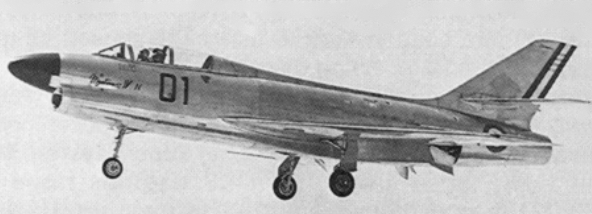
L'únic Mystère IVN en vol.

Mystere IVN
Dassault també va proposar un caça interceptor biplaça anomenat Mystère IVN. L'avió estava equipat amb un radar AN/APG-33 semblant al del North American F-86D Sabre, propulsat per un turbojet Rolls-Royce Avon i armat amb coets Matra de 55× 68 mm Matra en un llançador retractable situat a la part inferior del fuselatge. El prototip va realitzar el seu primer vol el 19 de juliol de 1954. Finalment l'Armée de l'Air va seleccionar els Sud Aviation Vautour i l'F-86D Sabre per aquesta missió. El prototip Mystère IVN va continuar en ús durant diversos anys com a banc de proves per diversos radars.

## Operadors
França

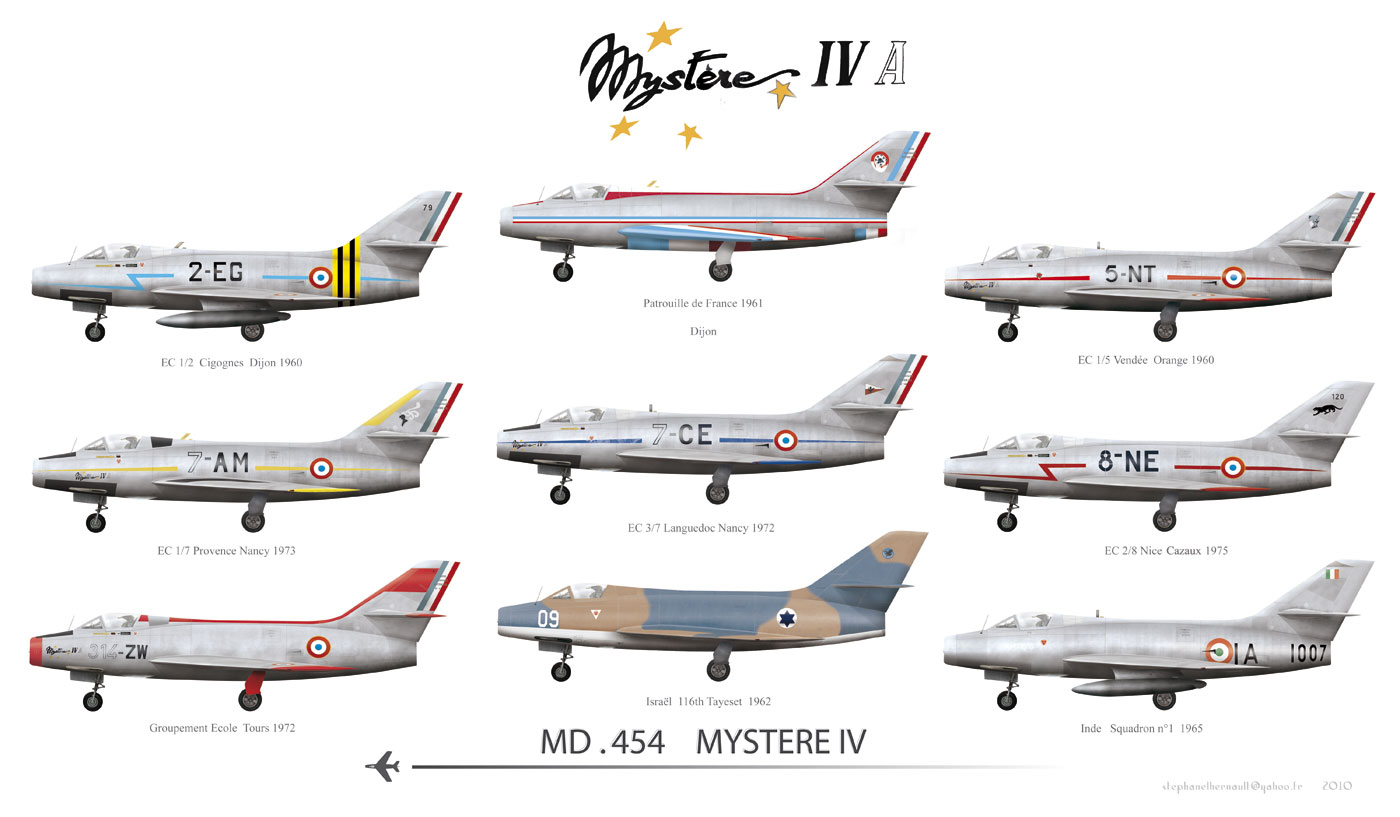
Dassault Mystère IV MD 454

- Exèrcit de l'aire francès, 241 entregats

 Índia
- Exèrcit de l'aire indi, 110 entregats

 Israel
- Exèrcit de l'aire israelià, 61 entregats.[2]

## Especificacions (Mystère IVA)

Mystère_IVA

Dades de The Complete Book of Fighters
Característiques generals
- Tripulació: 1 pilot
- Longitud: 12,89 m
- Envergadura: 11,12 m
- Alçada: 4,60 m
- Superfície de l'ala 32,06 m²
- Pes buit: 5.860 kg
- Pes carregat: 8.510 kg
- Pes màxim d'enlairament: 9.500 kg  [4]
- Motor: 1× turbojet Hispano-Suiza Verdon 350 , 34,32 kN

 Rendiment 
- Velocitat màxima: 1.110 km/h (600 nusos) a nivell del mar
- Abast: 915 km  sense dipòsits externs,[4] 2.280 km amb dipòsits externs[3]
- Sostre de servei: 15.000 m  [4]
- Ràtio d'ascens: 40 m/s

Armament

- Metralladores: 2 canons automàtics de calibre 30 mm DEFA amb 150 cartutxos cadascun
- Coets: 55 coets aire-aire en un llançador extraïble[5]
- Bombes: 1.000 kg de càrrega externa en 4 punts forts alars, incloent bombes, coets i dipòsits externs